# Carlow-Kildare
Pour les articles homonymes, voir Carlow et Kildare (homonymie).
Carlow-Kildare est une ancienne circonscription électorale irlandaise. Elle permettait d'élire, de 1937 à 1948, quatre membres du Dáil Éireann, la chambre basse de l'Oireachtas, le parlement d'Irlande. L'élection se faisait suivant un scrutin proportionnel plurinominal avec scrutin à vote unique transférable.

## Histoire
La circonscription a été créée pour les élections générales de 1937, lorsque la loi électorale de 1935 (révision des circonscriptions électorales) a divisé l'ancienne circonscription de Carlow-Kilkenny.
En vertu de la Loi électorale de 1947, la circonscription de Carlow-Kildare est abolie et la circonscription de circonscription de Carlow-Kilkenny est restaurée pour les 1948.

## Députés
Note : Les colonnes de ce tableau sont utilisées uniquement à des fins de présentation et aucune importance ne doit être attachée à l'ordre des colonnes. Pour plus de détails sur l'ordre dans lequel les sièges ont été remportés à chaque élection, voir les résultats détaillés de cette élection.

## Élections

### 1944 general election
| Parti                                                        | Parti              | Candidat          | Première préférence | %    | Siège | Comptage |
| ------------------------------------------------------------ | ------------------ | ----------------- | ------------------- | ---- | ----- | -------- |
|                                                              | Fianna Fáil        | Thomas Harris     | 8,797               | 26.3 | 1     | 1        |
|                                                              | Fine Gael          | James Hughes      | 6,638               | 19.8 | 2     |          |
|                                                              | Fianna Fáil        | Francis Humphreys | 4,357               | 13.0 | 3     |          |
|                                                              | Parti travailliste | William Norton    | 6,142               | 18.3 | 4     |          |
|                                                              | Parti travailliste | Thomas Hayden     | 3,096               | 9.2  |       |          |
|                                                              | Fine Gael          | Patrick Frayne    | 2,598               | 7.8  |       |          |
|                                                              | Fianna Fáil        | Thomas Mullins    | 1,875               | 5.6  |       |          |
| 'Électorat : ? Valide : 33,503 Quota : 6,701 Participation : |                    |                   |                     |      |       |          |

### 1943 general election
| Parti                                                        | Parti              | Candidat          | Première préférence | %    | Siège | Comptage |
| ------------------------------------------------------------ | ------------------ | ----------------- | ------------------- | ---- | ----- | -------- |
|                                                              | Parti travailliste | William Norton    | 8,355               | 22.5 | 1     | 1        |
|                                                              | Fianna Fáil        | Thomas Harris     | 8,229               | 22.2 | 2     | 1        |
|                                                              | Fine Gael          | James Hughes      | 6,107               | 16.5 | 3     |          |
|                                                              | Fianna Fáil        | Francis Humphreys | 3,804               | 10.3 | 4     |          |
|                                                              | Parti travailliste | Thomas Hayden     | 3,571               | 9.6  |       |          |
|                                                              | Indépendant        | Thomas Lawlor     | 3,007               | 8.1  |       |          |
|                                                              | Fine Gael          | Gerard Sweetman   | 2,924               | 7.9  |       |          |
|                                                              | Fianna Fáil        | Thomas Mullins    | 1,117               | 3.0  |       |          |
| 'Électorat : ? Valide : 37,114 Quota : 7,423 Participation : |                    |                   |                     |      |       |          |

### 1938 general election
| Parti                                                        | Parti              | Candidat          | Première préférence | %    | Siège | Comptage |
| ------------------------------------------------------------ | ------------------ | ----------------- | ------------------- | ---- | ----- | -------- |
|                                                              | Fianna Fáil        | Thomas Harris     | 7,874               | 22.0 | 1     | 1        |
|                                                              | Parti travailliste | William Norton    | 7,467               | 20.8 | 2     | 1        |
|                                                              | Fianna Fáil        | Francis Humphreys | 5,645               | 15.8 | 3     |          |
|                                                              | Fine Gael          | James Hughes      | 6,104               | 17.0 | 4     |          |
|                                                              | Fine Gael          | Sydney Minch      | 5,749               | 16.1 |       |          |
|                                                              | Fianna Fáil        | William Tynan     | 2,988               | 8.3  |       |          |
| 'Électorat : ? Valide : 35,827 Quota : 7,166 Participation : |                    |                   |                     |      |       |          |

### 1937 general election
| Parti                                                        | Parti              | Candidat          | Première préférence | %    | Siège | Comptage |
| ------------------------------------------------------------ | ------------------ | ----------------- | ------------------- | ---- | ----- | -------- |
|                                                              | Parti travailliste | William Norton    | 9,427               | 26.0 | 1     | 1        |
|                                                              | Fine Gael          | Sydney Minch      | 5,957               | 16.5 | 2     |          |
|                                                              | Fianna Fáil        | Thomas Harris     | 5,163               | 14.3 | 3     |          |
|                                                              | Fianna Fáil        | Francis Humphreys | 5,515               | 15.2 | 4     |          |
|                                                              | Fianna Fáil        | Brigid Darby      | 4,021               | 11.1 |       |          |
|                                                              | Fine Gael          | Gerard Sweetman   | 3,073               | 8.5  |       |          |
|                                                              | Fine Gael          | Paddy Nolan       | 3,041               | 8.4  |       |          |
| 'Électorat : ? Valide : 36,197 Quota : 7,240 Participation : |                    |                   |                     |      |       |          |